# Déli választókerület (Izland)

Elhelyezkedése

A Déli választókerület (izlandiul Suðurkjördæmi, kiejtése: ˈsʏːðʏrˌcʰœrˌtaiːmɪ) Izland hat választókerületének egyike, amely tíz képviselőt küldhet a parlamentbe. Legnagyobb városa Keflavík.
Ez az egyetlen választókerület, amely az összes többivel határos.

## Területe

### Régiók és önkormányzatok
- Régiók: Keleti, Déli és Déli-félszigeti régiók
- Önkormányzatok: Árborg, Ásahreppur, Bláskógabyggð, Flóahreppur, Grímsnes- og Grafningshreppur, Grindavík, Höfn, Hrunamannahreppur, Hveragerði, Mýrdalshreppur, Reykjanesbær, Ölfus, Rangárþing eystra, Rangárþing ytra, Skaftárhreppur, Skeiða- og Gnúpverjahreppur, Suðurnesjabær, Vestmannaeyjar és Vogar

### Települések
- Keflavík
- Selfoss
- Njarðvík
- Vestmannaeyjar
- Grindavík
- Hveragerði
- Höfn
- Sandgerði
- Garður
- Þorlákshöfn
- Vogar
- Hvolsvöllur
- Hella
- Eyrarbakki
- Stokkseyri
- Vík í Mýrdal

## Fordítás
- Ez a szócikk részben vagy egészben  a   South (Icelandic constituency) című angol Wikipédia-szócikk ezen változatának fordításán alapul.  Az eredeti cikk szerkesztőit annak laptörténete sorolja fel. Ez a jelzés csupán a megfogalmazás eredetét és a szerzői jogokat jelzi, nem szolgál a cikkben szereplő információk forrásmegjelöléseként.